# Marnhagues-et-Latour
Marnhagues-et-Latour est une commune française, située dans le département de l'Aveyron en région Occitanie.

## Géographie

### Localisation
Cette commune se compose du village de Latour et des hameaux de Marnhagues et de la Roquaubel. Elle se situe au centre de la vallée de la Sorgues, à 425 mètres d'altitude à mi chemin entre Cornus et Saint-Affrique.

### Communes limitrophes
Les communes limitrophes sont  Fondamente, Montagnol, Saint-Beaulize, Saint-Félix-de-Sorgues et Saint-Jean-et-Saint-Paul.

### Hydrographie

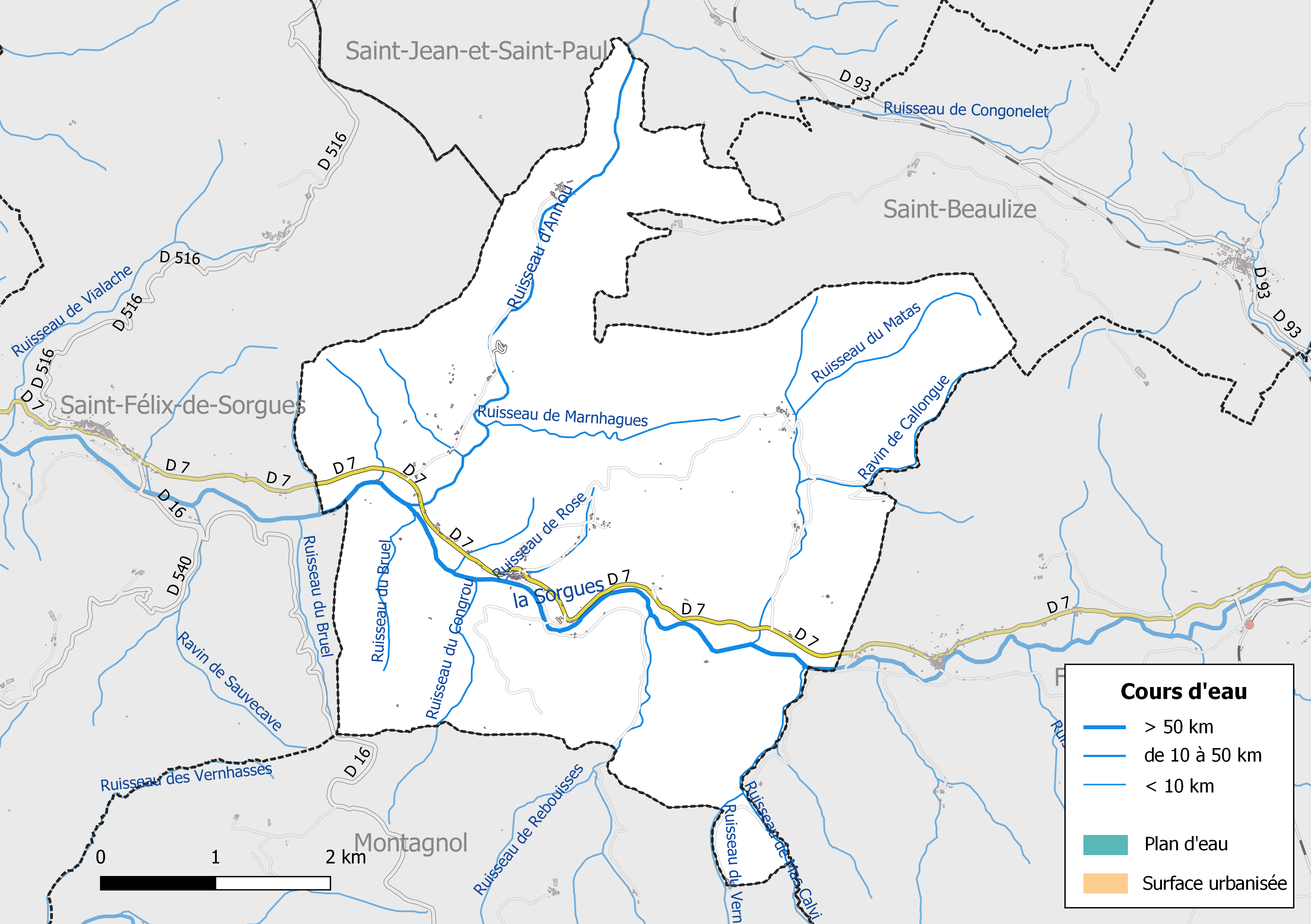
Réseaux hydrographique et routier de Marnhagues-et-Latour.

La commune est drainée par la Sorgues, le ruisseau d'Annou, le ravin de Callongue, le ruisseau de Marnhagues, le ruisseau de Mas Calvi, le ruisseau de Rebouisses, le ruisseau de Rose, le ruisseau du Bruel, le ruisseau du Congrou, le ruisseau du Matas, le ruisseau du Vern et par divers petits cours d'eau.
La Sorgues, d'une longueur totale de 46,4 km, prend sa source dans la commune de Cornus et se jette  dans le Dourdou de Camarès à Vabres-l'Abbaye, après avoir arrosé 7 communes.

### Climat
Pour des articles plus généraux, voir Climat de l'Occitanie et Climat de l'Aveyron.
En 2010, le climat de la commune est de type climat des marges montargnardes, selon une étude s'appuyant sur une série de données couvrant la période 1971-2000. En 2020, Météo-France publie une typologie des climats de la France métropolitaine dans laquelle la commune est dans une zone de transition entre le climat de montagne et le climat méditerranéen et est dans la région climatique Sud-est du Massif Central, caractérisée par une pluviométrie annuelle de 1 000 à 1 500 mm, minimale en été, maximale en automne.
Pour la période 1971-2000, la température annuelle moyenne est de 12,1 °C, avec une amplitude thermique annuelle de 15,7 °C. Le cumul annuel moyen de précipitations est de 1 165 mm, avec 10 jours de précipitations en janvier et 4,4 jours en juillet. Pour la période 1991-2020, la température moyenne annuelle observée sur la station météorologique la plus proche, située sur la commune de Cornus à 12 km à vol d'oiseau, est de 10,1 °C et le cumul annuel moyen de précipitations est de 1 007,4 mm,. Pour l'avenir, les paramètres climatiques de la commune estimés pour 2050 selon différents scénarios d'émission de gaz à effet de serre sont consultables sur un site dédié publié par Météo-France en novembre 2022.

### Milieux naturels et biodiversité

#### Espaces protégés
La protection réglementaire est le mode d’intervention le plus fort pour préserver des espaces naturels remarquables et leur biodiversité associée.
Dans ce cadre, la commune fait partie d'un espace protégé, le Parc naturel régional des Grands Causses, créé en 1995 et d'une superficie de 327 937 ha, s'étend sur 97 communes. Ce territoire rural habité, reconnu au niveau national pour sa forte valeur patrimoniale et paysagère, s’organise autour d’un projet concerté de développement durable, fondé sur la protection et la valorisation de son patrimoine,,.

#### Zones naturelles d'intérêt écologique, faunistique et floristique
L’inventaire des zones naturelles d'intérêt écologique, faunistique et floristique (ZNIEFF) a pour objectif de réaliser une couverture des zones les plus intéressantes sur le plan écologique, essentiellement dans la perspective d’améliorer la connaissance du patrimoine naturel national et de fournir aux différents décideurs un outil d’aide à la prise en compte de l’environnement dans l’aménagement du territoire.
Le territoire communal de Marnhagues-et-Latour comprend une ZNIEFF de type 1,, 
les « Prairies et pelouses de Lalric » (360,9 ha), couvrant 3 communes du département
, et une ZNIEFF de type 2,, 
le « Rougier de Camarès » (56 714 ha), qui s'étend sur 33 communes dont 32 dans l'Aveyron et 1 dans l'Hérault.

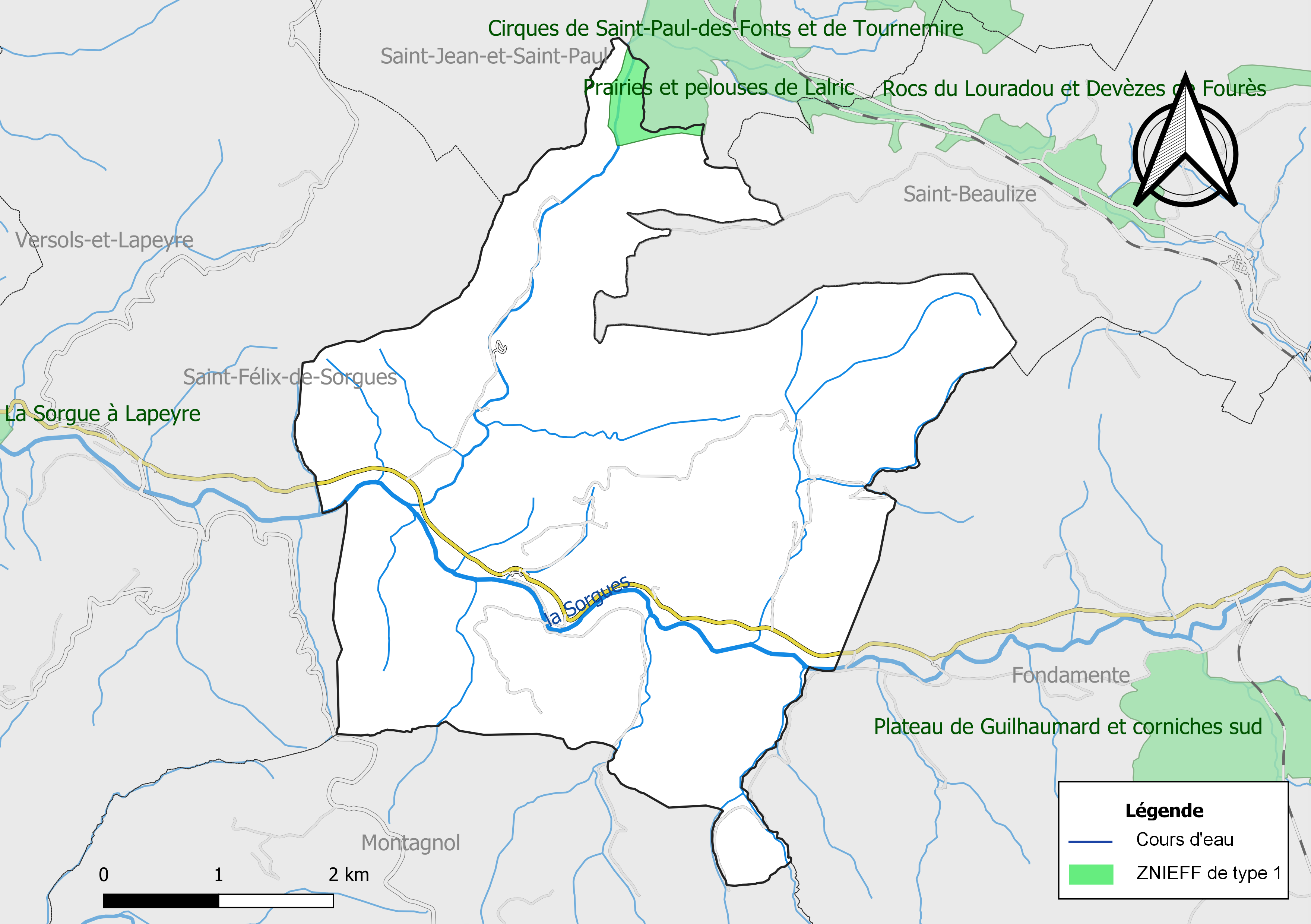
Carte de la ZNIEFF de type 1 de la commune.
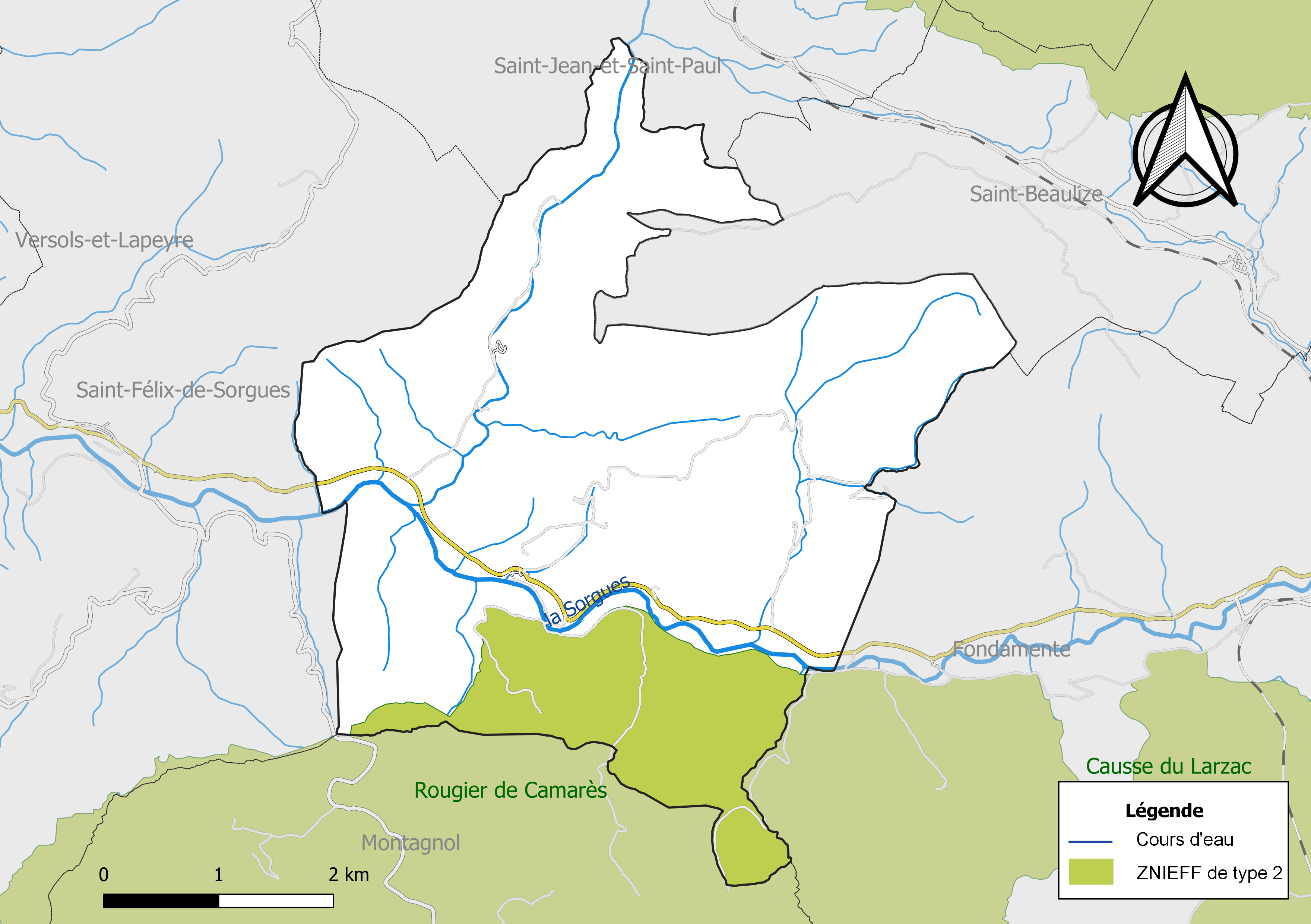
Carte de la ZNIEFF de type 2 de la commune.

## Urbanisme

### Typologie
Au 1er janvier 2024, Marnhagues-et-Latour est catégorisée commune rurale à habitat très dispersé, selon la nouvelle grille communale de densité à 7 niveaux définie par l'Insee en 2022.
Elle est située hors unité urbaine. Par ailleurs la commune fait partie de l'aire d'attraction de Saint-Affrique, dont elle est une commune de la couronne,. Cette aire, qui regroupe 16 communes, est catégorisée dans les aires de moins de 50 000 habitants,.

### Occupation des sols

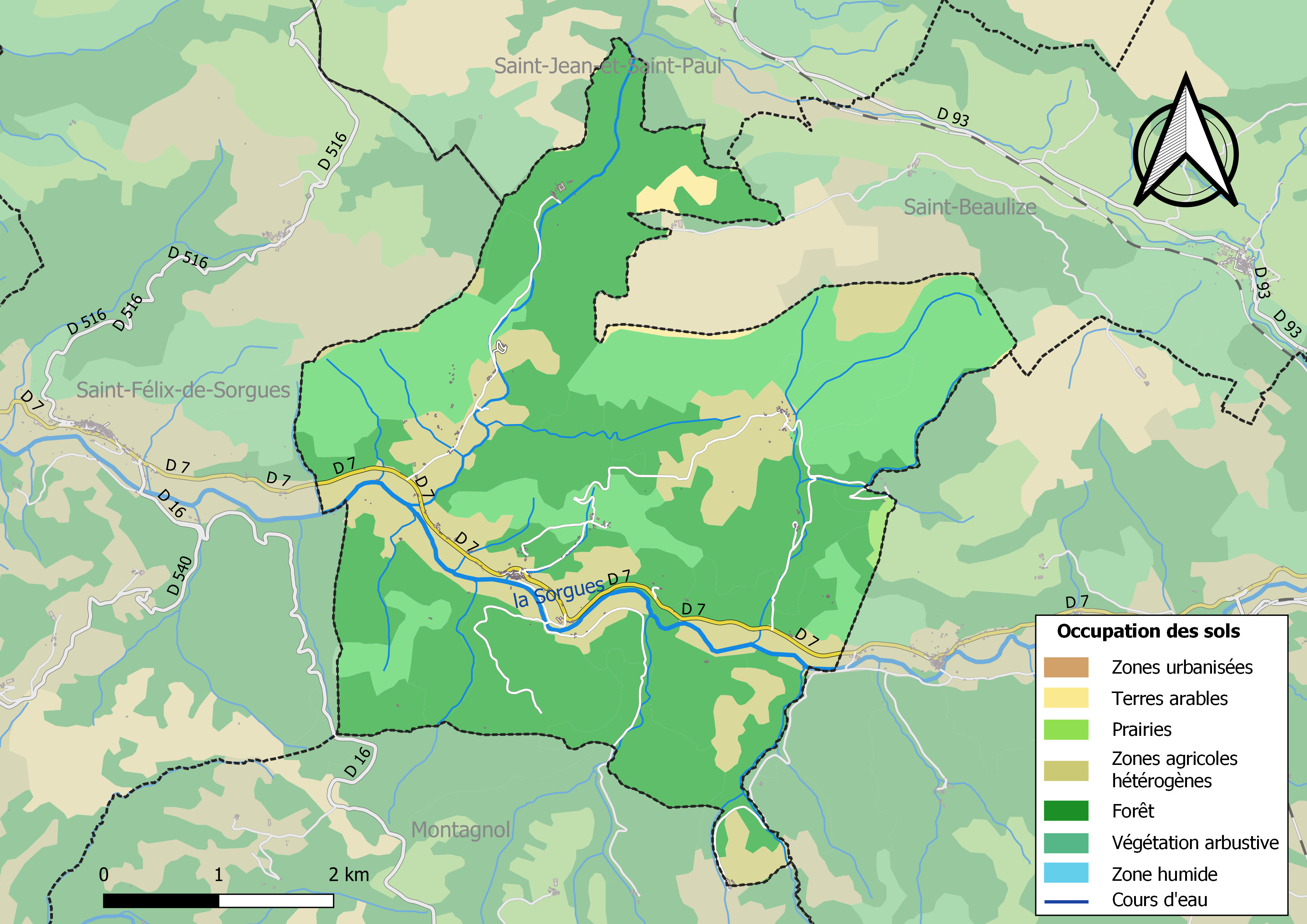
Infrastructures et occupation des sols de la commune de Marnhagues-et-Latour.

L'occupation des sols de la commune, telle qu'elle ressort de la base de données européenne d’occupation biophysique des sols Corine Land Cover (CLC), est marquée par l'importance des forêts et milieux semi-naturels (77,4 % en 2018), en diminution par rapport à 1990 (79,3 %). La répartition détaillée en 2018 est la suivante : 
forêts (58 %), milieux à végétation arbustive et/ou herbacée (19,4 %), zones agricoles hétérogènes (18,7 %), prairies (2,8 %), terres arables (1,2 %).

### Planification
La loi SRU du 13 décembre 2000 a incité fortement les communes à se regrouper au sein d’un établissement public, pour déterminer les partis d’aménagement de l’espace au sein d’un SCoT, un document essentiel d’orientation stratégique des politiques publiques à une grande échelle. La commune est dans le territoire du SCoT du Parc naturel régional des Grands Causses, approuvé le vendredi 7 juillet 2017 par le comité syndical et mis à l’enquête publique en décembre 2019. La structure porteuse est le Pôle d'équilibre territorial et rural du PNR des Grands Causses, qui associe huit communautés de communes, notamment la communauté de communes Larzac et Vallées, dont la commune est membre.
La commune disposait en 2017 d'un plan local d'urbanisme en révision. Le zonage réglementaire et le règlement associé peuvent être consultés sur le Géoportail de l'urbanisme.

### Risques majeurs
Le territoire de la commune de Marnhagues-et-Latour est vulnérable à différents aléas naturels : inondations, climatiques (hiver exceptionnel ou canicule), feux de forêts et séisme (sismicité très faible).
Il est également exposé à un risque particulier, le risque radon,.

#### Risques naturels

Zones inondables de la commune de Marnhagues-et-Latour.

Certaines parties du territoire communal sont susceptibles d’être affectées par le risque d’inondation par débordement de la Sorgues. Les dernières grandes crues historiques, ayant touché plusieurs parties du département, remontent aux 3 et 4 décembre 2003 (dans le bassin du Lot, de l'Aveyron, du Viaur et du Tarn) et au 28 novembre 2014 (bassins de la Sorgues et du Dourdou). Ce risque est pris en compte dans l'aménagement du territoire de la commune par le biais du Plan de prévention du risque inondation (PPRI) du bassin du bassin de la « Sorgues et du Dourdou de Camarès aval », approuvé le 23 mai 2017.
Le Plan départemental de protection des forêts contre les incendies découpe le département de l’Aveyron en sept « bassins de risque » et définit une sensibilité des communes à l’aléa feux de forêt (de faible à très forte). La commune est classée en sensibilité très forte.
Les mouvements de terrains susceptibles de se produire sur la commune sont liés à la présence de cavités souterraines localisées sur la commune,.

#### Risque particulier
Dans plusieurs parties du territoire national, le radon, accumulé dans certains logements ou autres locaux, peut constituer une source significative d’exposition de la population aux rayonnements ionisants. Toutes les communes du département sont concernées par le risque radon à un niveau plus ou moins élevé. Selon le dossier départemental des risques majeurs du département établi en 2013, la commune de Marnhagues-et-Latour est classée à risque moyen à élevé. Un décret du 4 juin 2018 a modifié la terminologie du zonage définie dans le code de la santé publique et a été complété par un arrêté du 27 juin 2018 portant délimitation des zones à potentiel radon du territoire français. La commune est désormais en zone 3, à savoir zone à potentiel radon significatif.

## Histoire
Le village de Latour est construit sur l'emplacement d'un oppidum romain. Du haut Moyen Âge jusqu'à la Révolution, il est le siège d'un fief considérable dirigé par les seigneurs locaux successifs, à l'abri dans leur château de Latour. Le hameau de Marnhagues, appelé anciennement « Villa de Marcellanicus », était aussi peuplé que le village voisin de Latour.
La commune abrite, dans la vallée de l'Annou, l'abbaye de Nonenque, ancienne et puissante abbaye de moniales cisterciennes, fondée par Sylvanès au XIIe siècle. Démantelée à la Révolution, elle devient exploitation agricole. En 1927, une communauté de moniales de l'ordre des Chartreux s'y installe et redonne aux bâtiments leur fonction première. À l'extrémité de la vallée, près de la chapelle romane de Saint-Amans, un lieu-dit « Métairie de France », ancienne Grange de Nonenque, témoigne, avec beaucoup d'autres, du passé cistercien de la région.

## Politique et administration

### Découpage territorial
La commune de Marnhagues-et-Latour est membre de la communauté de communes Larzac et Vallées, un établissement public de coopération intercommunale (EPCI) à fiscalité propre créé le 13 décembre 2004 dont le siège est à Cornus. Ce dernier est par ailleurs membre d'autres groupements intercommunaux.
Sur le plan administratif, elle est rattachée à l'arrondissement de Millau, au département de l'Aveyron et à la région Occitanie. Sur le plan électoral, elle dépend du  canton des Causses-Rougiers pour l'élection des conseillers départementaux, depuis le redécoupage cantonal de 2014 entré en vigueur en 2015, et de la troisième circonscription de l'Aveyron  pour les élections législatives, depuis le dernier découpage électoral de 2010.

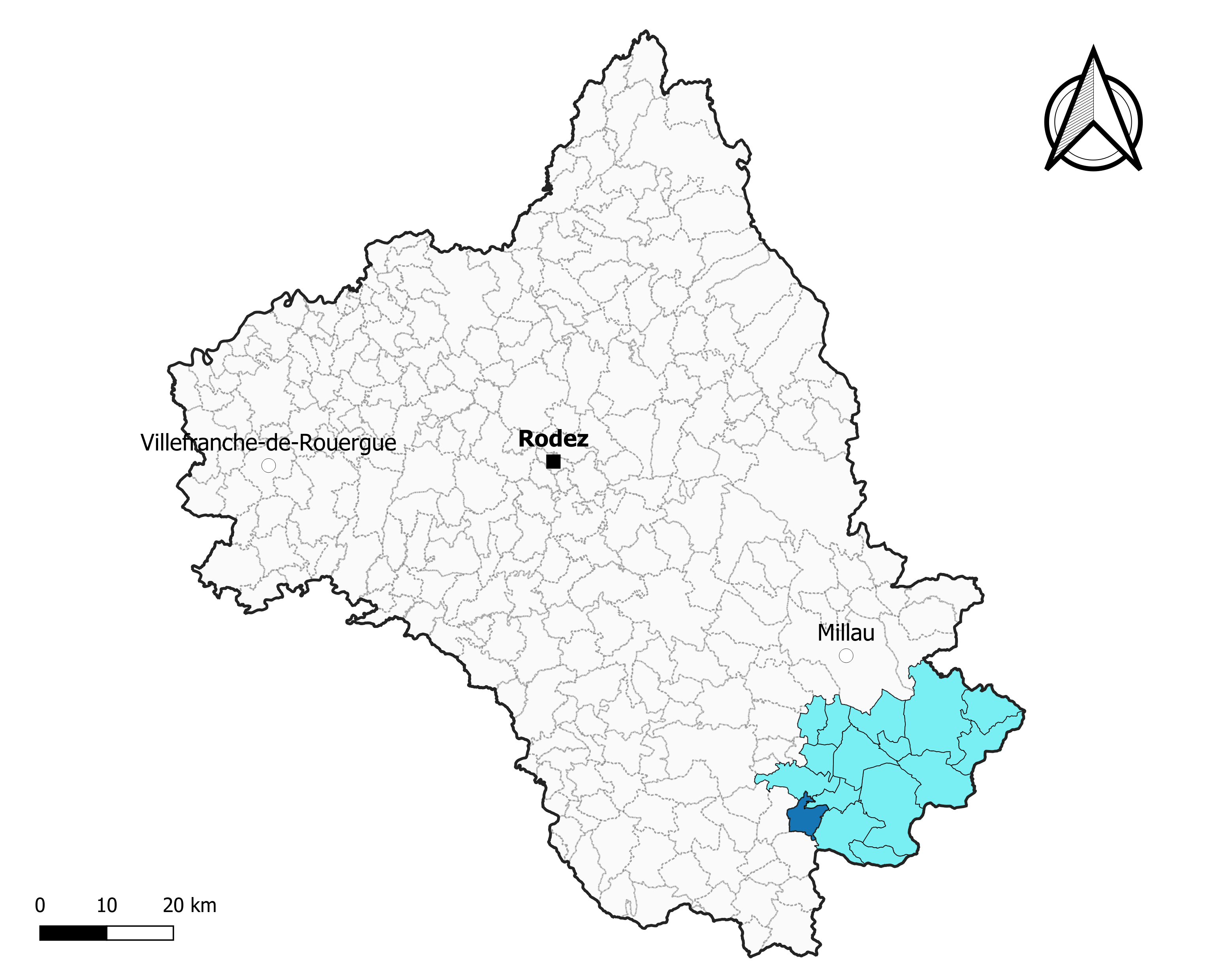
Marnhagues-et-Latour dans l'intercommunalité en 2020.
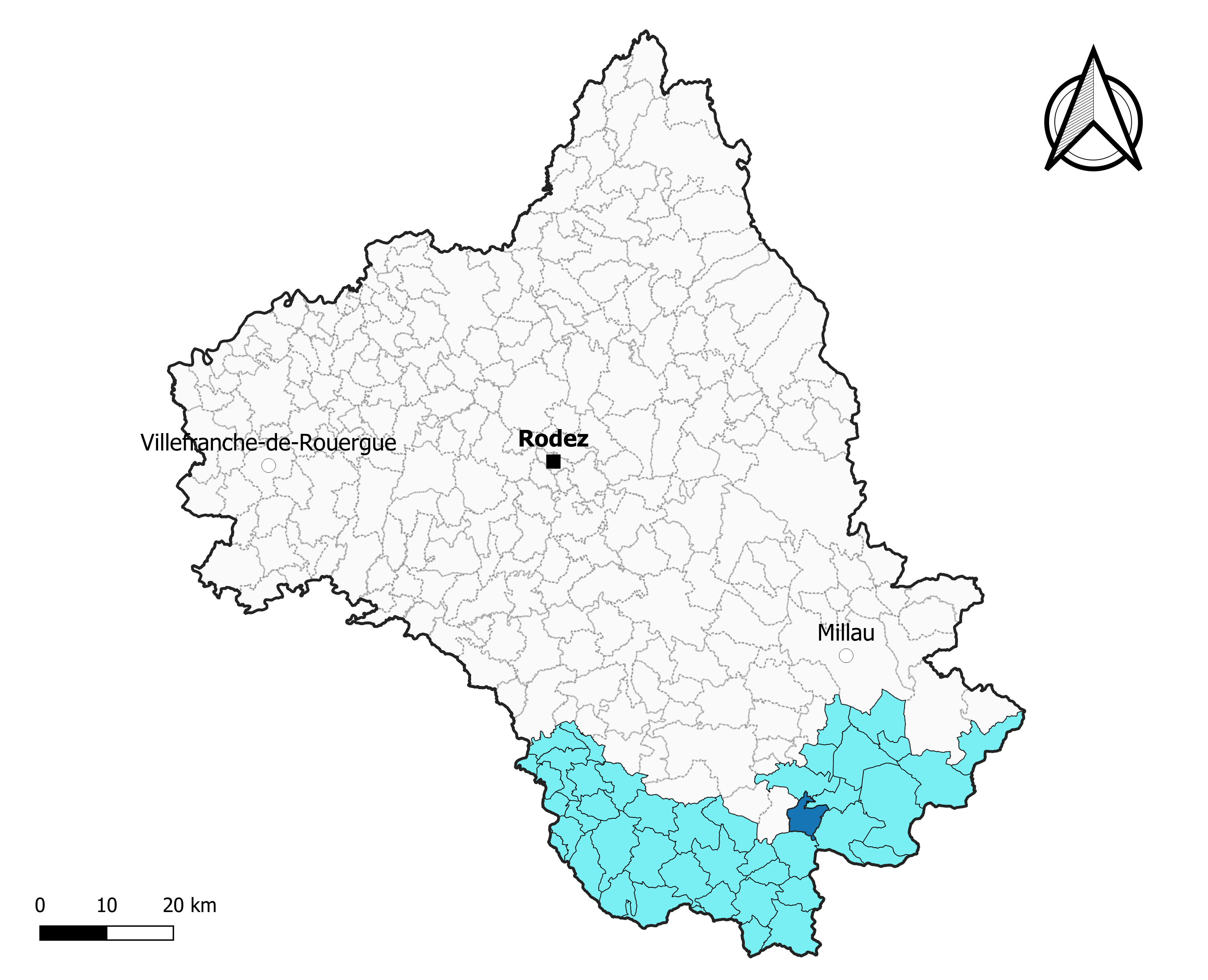
Marnhagues-et-Latour dans le canton des Causses-Rougiers en 2020.
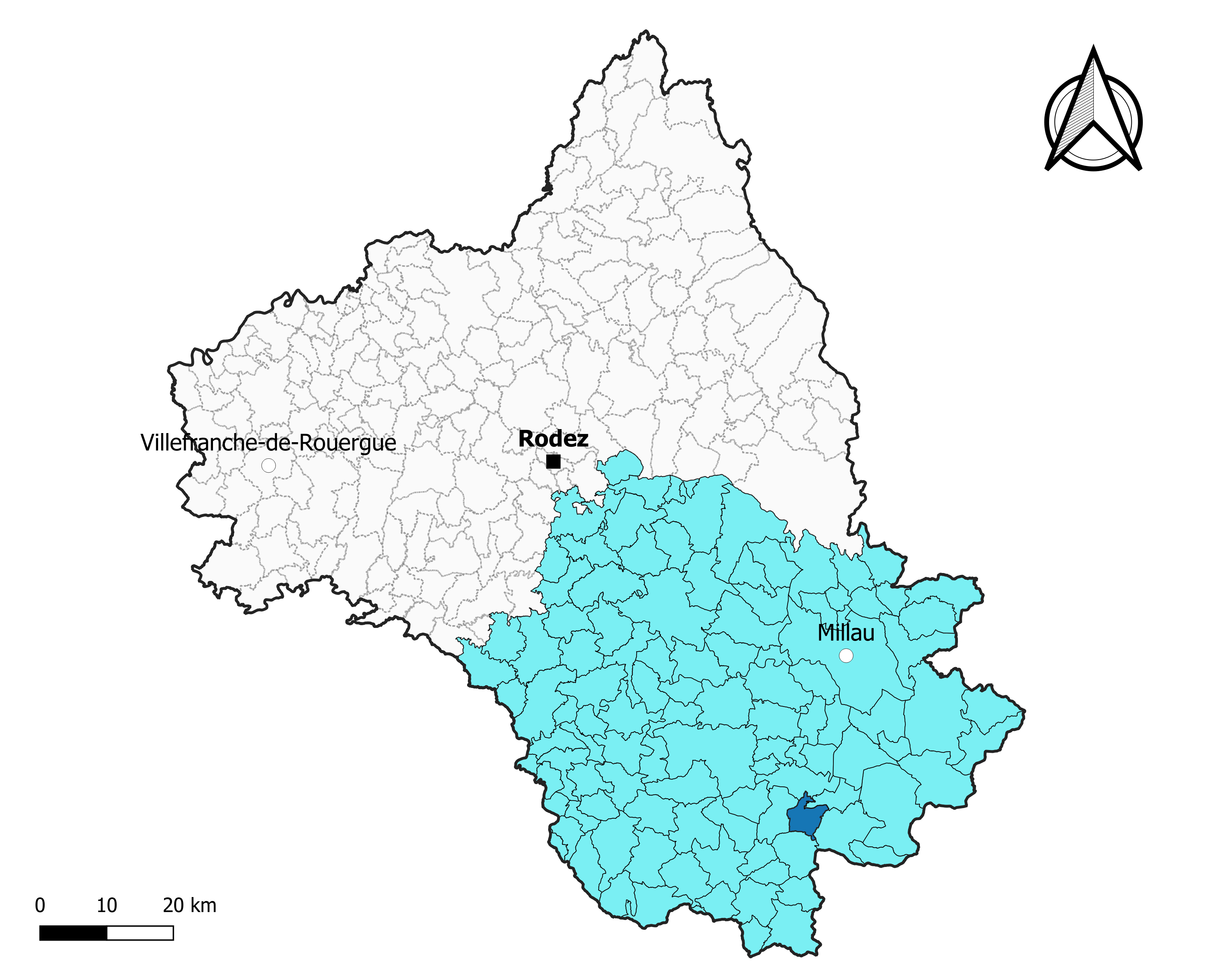
Marnhagues-et-Latour dans l'arrondissement de Millau en 2020.

### Élections municipales et communautaires

#### Élections de 2020
Le conseil municipal de Marnhagues-et-Latour, commune de moins de 1 000 habitants, est élu au scrutin majoritaire plurinominal à deux tours avec candidatures isolées ou groupées et possibilité de panachage. Compte tenu de la population communale, le nombre de sièges à pourvoir lors des élections municipales de 2020 est de 11. La totalité des onze candidats en lice est élue dès le premier tour, le 15 mars 2020, avec un taux de participation de 72,14 %.
Jérôme Thibault-Laurent, maire sortant, est réélu pour un nouveau mandat le 28 mai 2020.
Dans les communes de moins de 1 000 habitants, les conseillers communautaires sont désignés parmi les conseillers municipaux élus en suivant l’ordre du tableau (maire, adjoints puis conseillers municipaux) et dans la limite du nombre de sièges attribués à la commune au sein du conseil communautaire. Un siège est attribué à la commune au sein de la communauté de communes Larzac et Vallées.

#### Liste des maires
| Période                                  | Période  | Identité                 | Étiquette | Qualité      |
| ---------------------------------------- | -------- | ------------------------ | --------- | ------------ |
| 1995                                     | En cours | Jérôme Thibault-Laurent, |           | Ancien cadre |
| Les données manquantes sont à compléter. |          |                          |           |              |

## Démographie
L'évolution du nombre d'habitants est connue à travers les recensements de la population effectués dans la commune depuis 1793. Pour les communes de moins de 10 000 habitants, une enquête de recensement portant sur toute la population est réalisée tous les cinq ans, les populations de référence des années intermédiaires étant quant à elles estimées par interpolation ou extrapolation. Pour la commune, le premier recensement exhaustif entrant dans le cadre du nouveau dispositif a été réalisé en 2007.

En 2022, la commune comptait 144 habitants, en évolution de +8,27 % par rapport à 2016 (Aveyron : +0,37 %, France hors Mayotte : +2,11 %).
| 1793 | 1800 | 1841 | 1846 | 1851 | 1856 | 1861 | 1866 | 1872 |
| ---- | ---- | ---- | ---- | ---- | ---- | ---- | ---- | ---- |
| 203  | 194  | 300  | 315  | 320  | 286  | 248  | 402  | 402  |

| 1876 | 1881 | 1886 | 1891 | 1896 | 1901 | 1906 | 1911 | 1921 |
| ---- | ---- | ---- | ---- | ---- | ---- | ---- | ---- | ---- |
| 398  | 372  | 425  | 404  | 331  | 294  | 295  | 278  | 201  |

| 1926 | 1931 | 1936 | 1946 | 1954 | 1962 | 1968 | 1975 | 1982 |
| ---- | ---- | ---- | ---- | ---- | ---- | ---- | ---- | ---- |
| 176  | 247  | 230  | 179  | 155  | 128  | 144  | 146  | 132  |

| 1990 | 1999 | 2006 | 2007 | 2012 | 2017 | 2022 | - | - |
| ---- | ---- | ---- | ---- | ---- | ---- | ---- | - | - |
| 102  | 132  | 142  | 144  | 125  | 139  | 144  | - | - |

## Économie

### Emploi
| Division       | 2008  | 2013  | 2018  |
| -------------- | ----- | ----- | ----- |
| Commune        | 8,3 % | 1,5 % | 5,8 % |
| Département    | 5,4 % | 7,1 % | 7,1 % |
| France entière | 8,3 % | 10 %  | 10 %  |

En 2018, la population âgée de 15 à 64 ans s'élève à 69 personnes, parmi lesquelles on compte 59,4 % d'actifs (53,6 % ayant un emploi et 5,8 % de chômeurs) et 40,6 % d'inactifs,. En  2018, le taux de chômage communal (au sens du recensement) des 15-64 ans est inférieur à celui de la France et du département, alors qu'en 2008 la situation était inverse.
La commune fait partie de la couronne de l'aire d'attraction de Saint-Affrique, du fait qu'au moins 15 % des actifs travaillent dans le pôle,. Elle compte 20 emplois en 2018, contre 18 en 2013 et 15 en 2008. Le nombre d'actifs ayant un emploi résidant dans la commune est de 38, soit un indicateur de concentration d'emploi de 52,6 % et un taux d'activité parmi les 15 ans ou plus de 33,6 %.
Sur ces 38 actifs de 15 ans ou plus ayant un emploi, 12 travaillent dans la commune, soit 32 % des habitants. Pour se rendre au travail, 86,8 % des habitants utilisent un véhicule personnel ou de fonction à quatre roues, 10,6 % s'y rendent en deux-roues, à vélo ou à pied et 2,6 % n'ont pas besoin de transport (travail au domicile).

### Activités hors agriculture
12 établissements sont implantés  à Marnhagues-et-Latour au 31 décembre 2019.
Le secteur de l'industrie manufacturière, des industries extractives et autres est prépondérant sur la commune puisqu'il représente 41,7 % du nombre total d'établissements de la commune (5 sur les 12 entreprises implantées  à Marnhagues-et-Latour), contre 17,7 % au niveau départemental.

### Agriculture
|               | 1988 | 2000 | 2010 | 2020 |
| ------------- | ---- | ---- | ---- | ---- |
| Exploitations | 11   | 7    | 5    | 5    |
| SAU (ha)      | 451  | 303  | nd   | 250  |

La commune est dans les Grands Causses, une petite région agricole occupant le sud-est du département de l'Aveyron. En 2020, l'orientation technico-économique de l'agriculture  sur la commune est l'élevage d'ovins ou de caprins. Cinq exploitations agricoles ayant leur siège dans la commune sont dénombrées lors du recensement agricole de 2020 (onze en 1988). La superficie agricole utilisée est de 250 ha,,.

## Culture locale et patrimoine

### Marnhagues
- La chapelle romane de Marnhagues et celle de  Saint-Amans, bâtie au bord de la Sorgues.

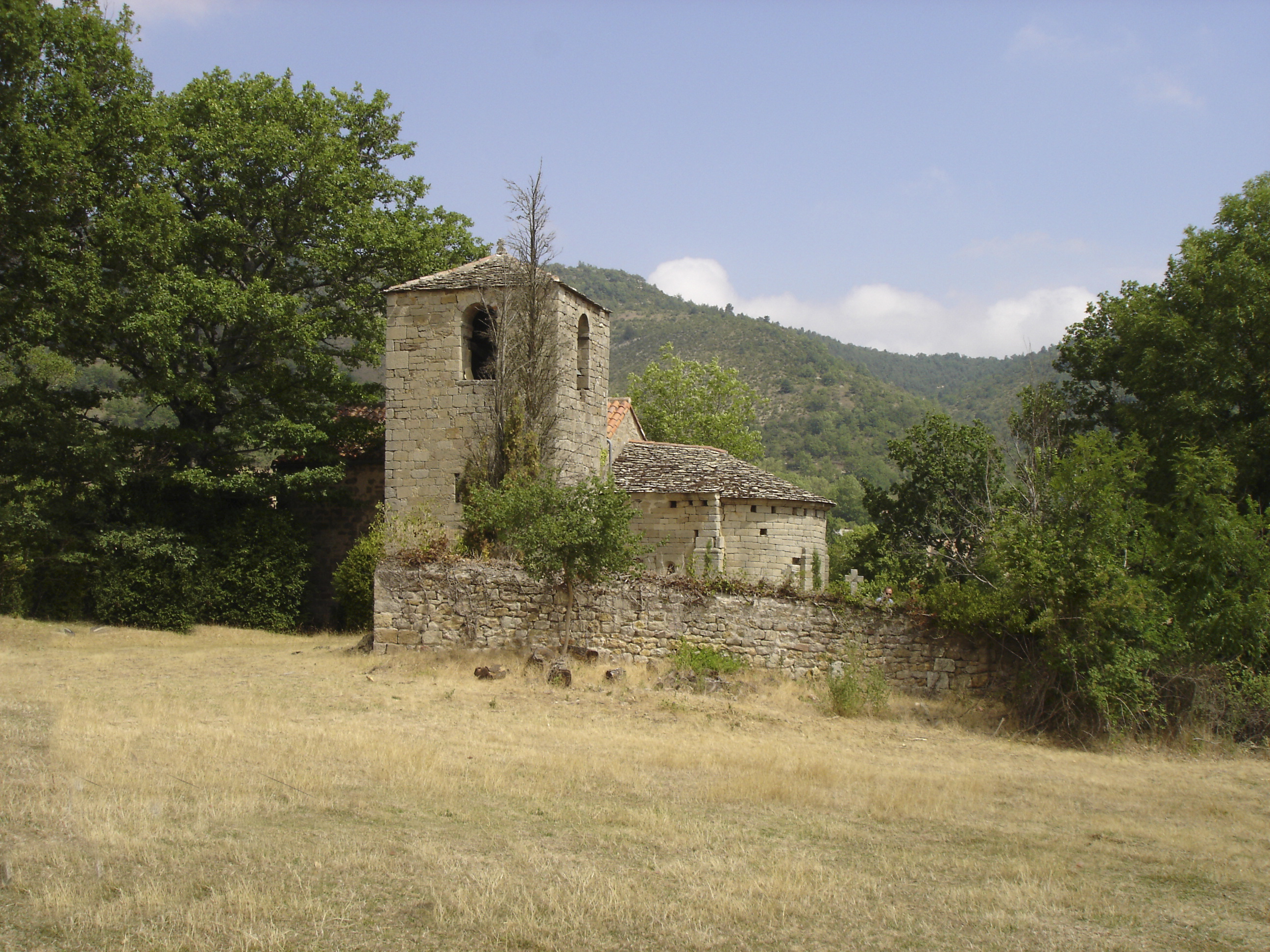
Chapelle de Marnhargues
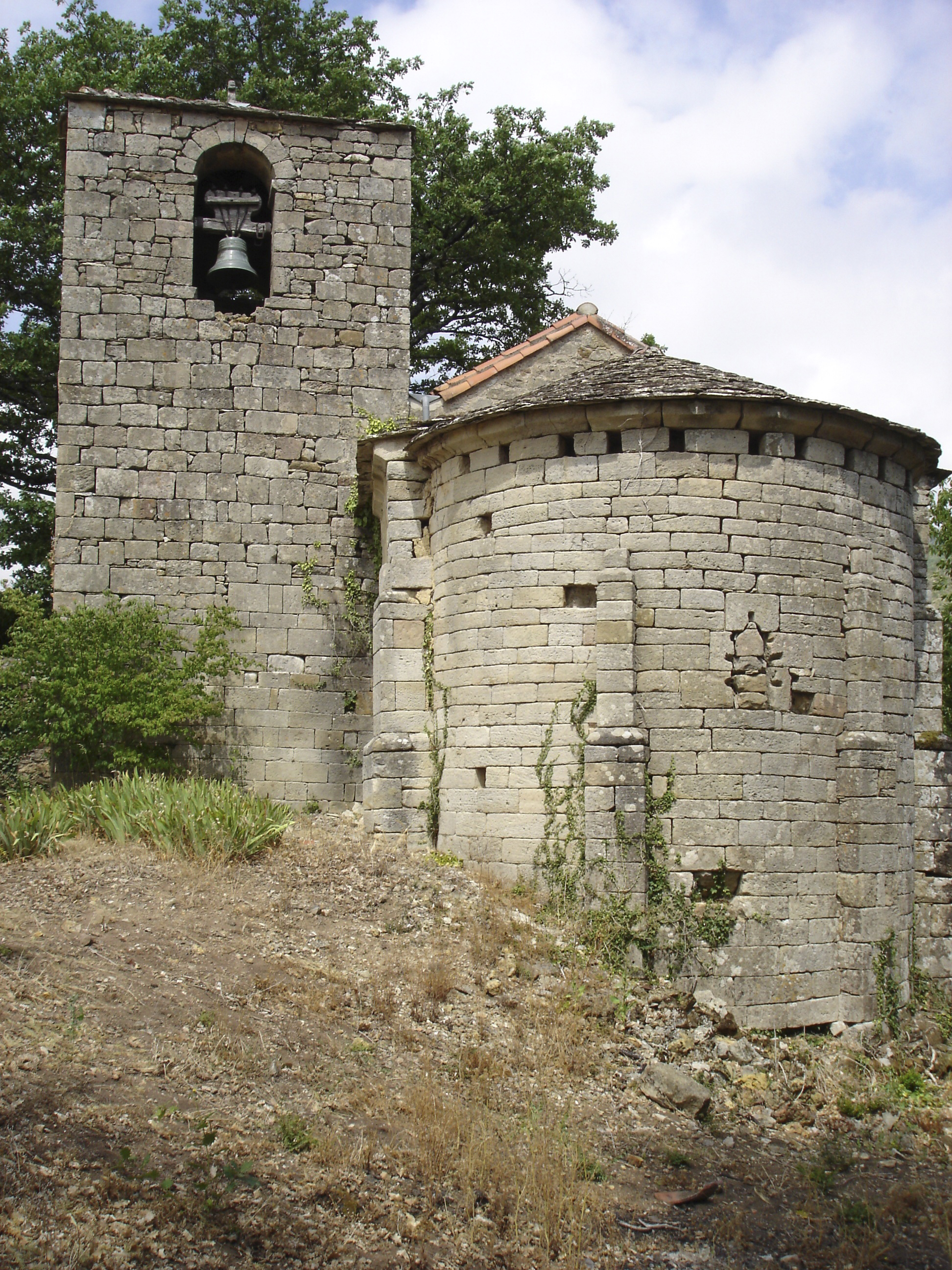
Chapelle de Marnhargues

### Latour
- Le vieux village de Latour qui a gardé un fort caractère médiéval.
- L'église Saint-Armand de Latour.
- Le château de Latour. Tours avec leur chemin de ronde, plafond peint du XVIe siècle. Il abrite également la reconstitution d'une cellule de moniales de l'abbaye voisine de Nonenque, ainsi que des expositions temporaires.

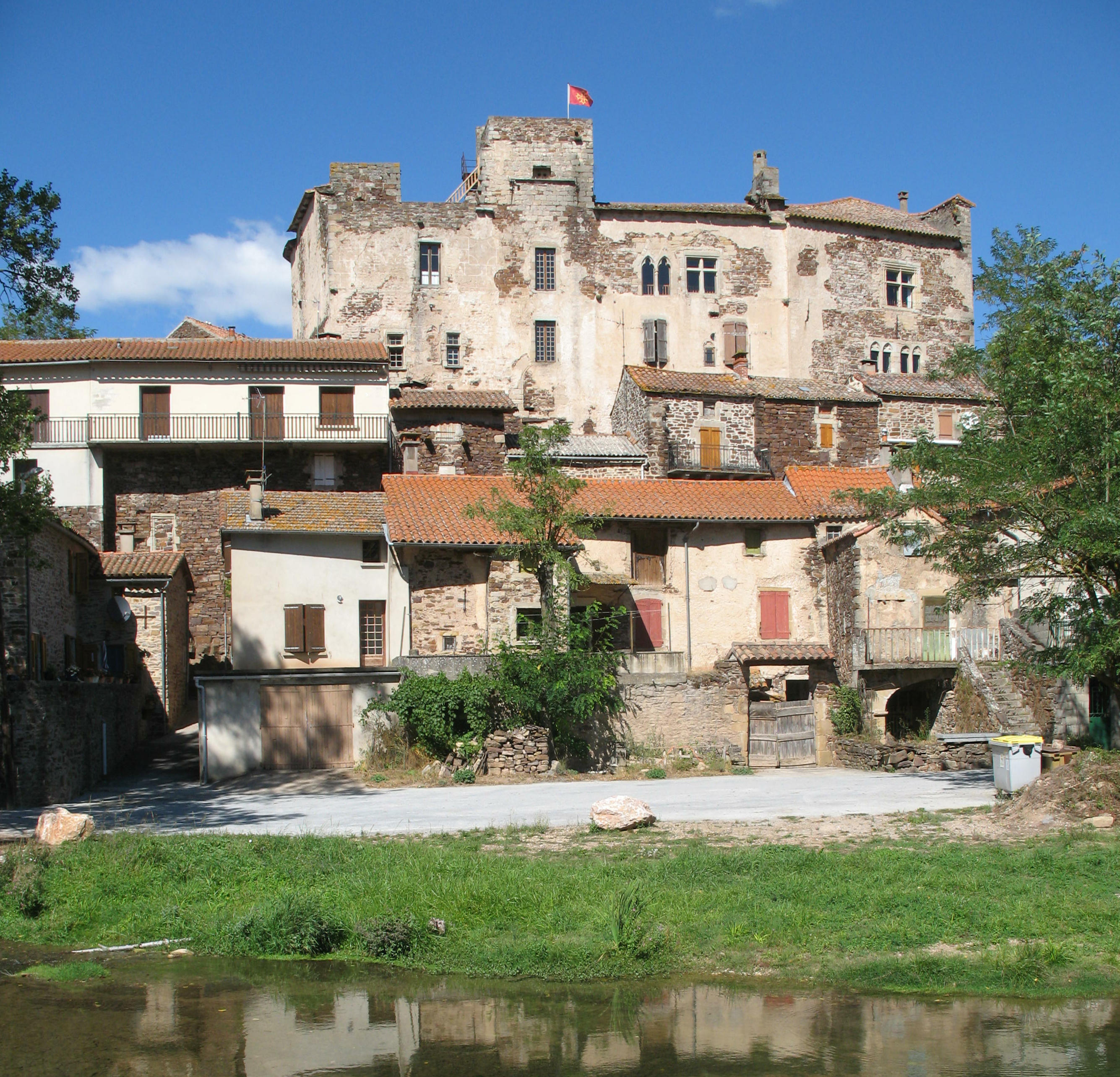
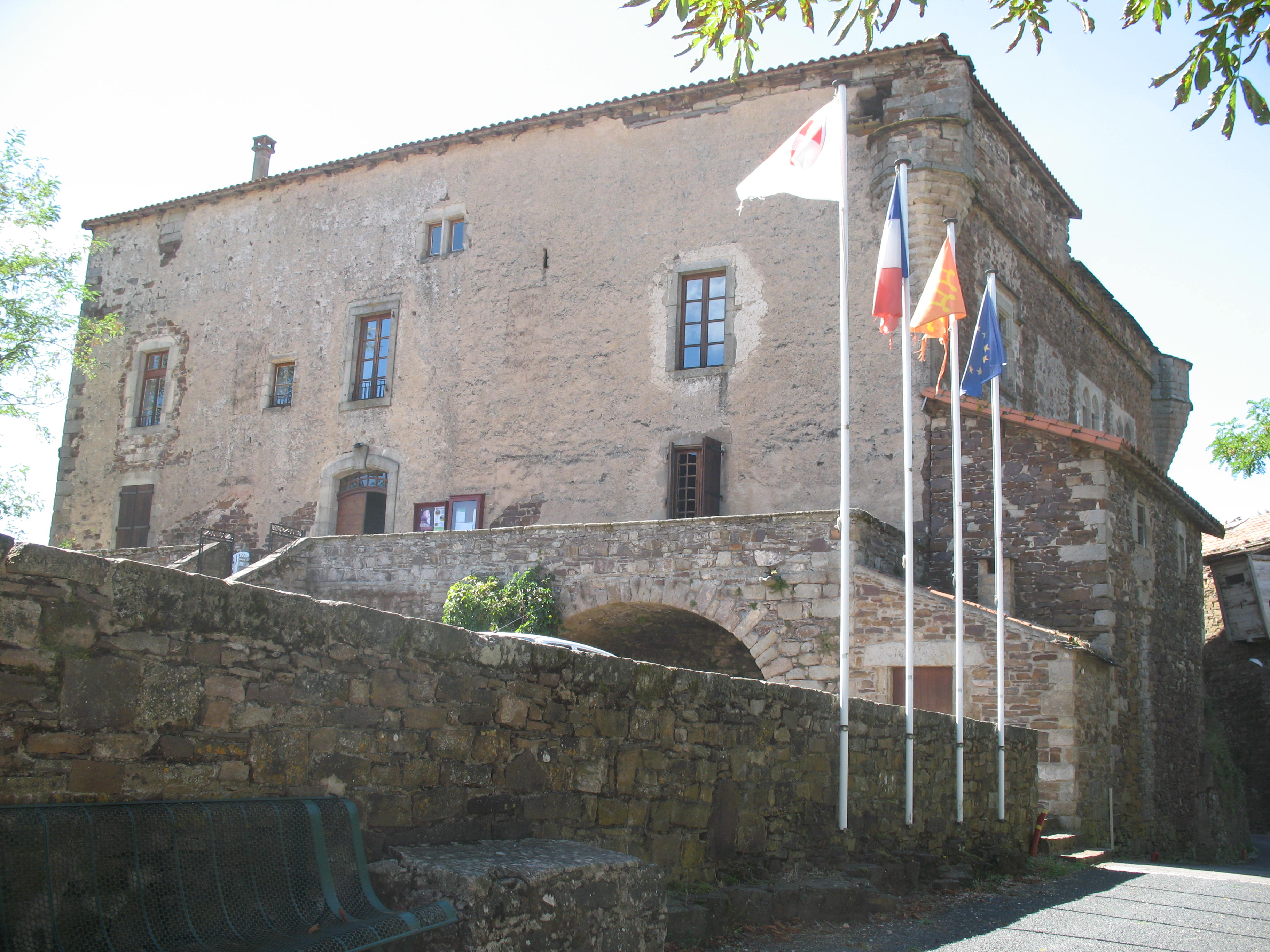
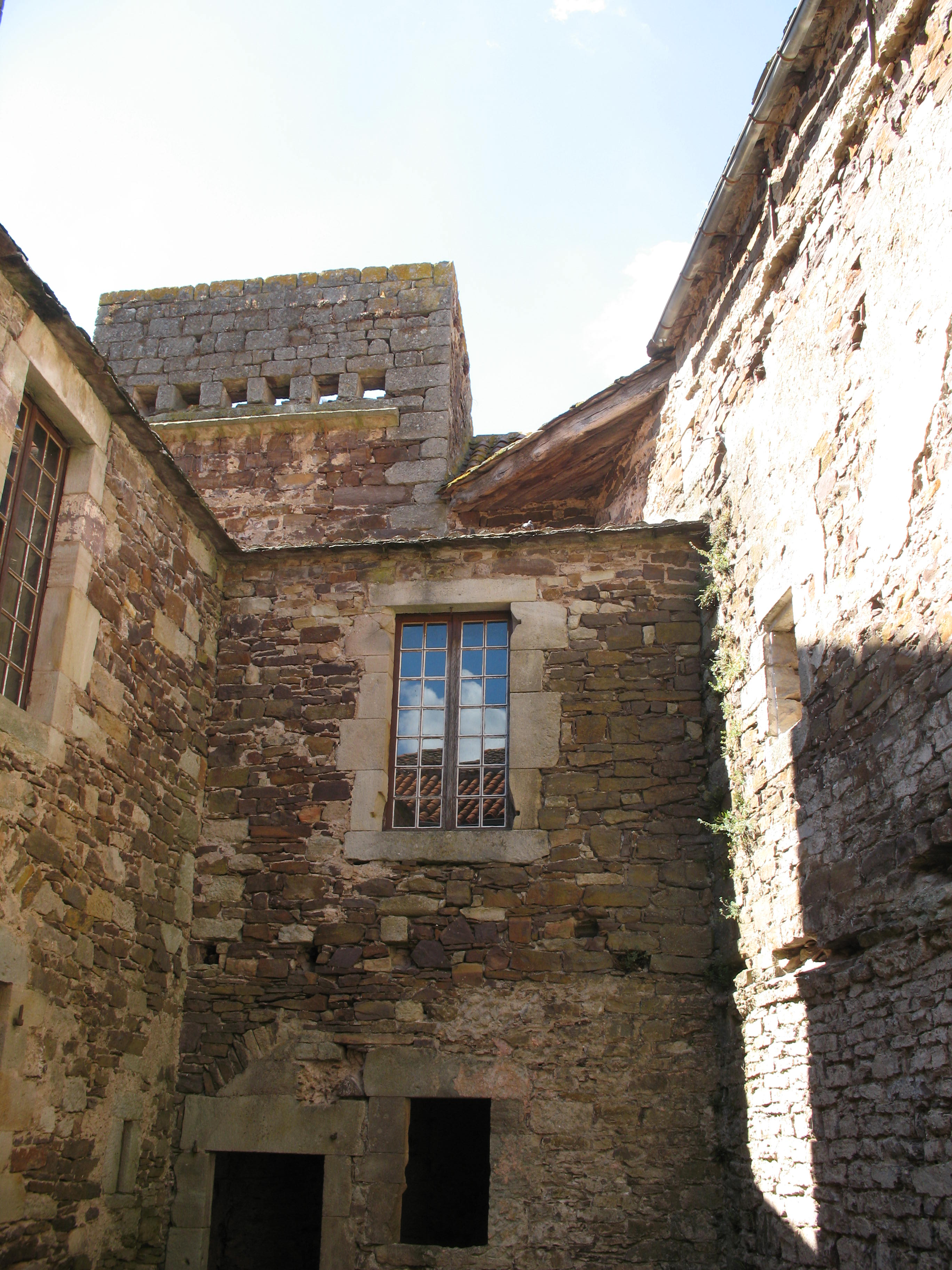
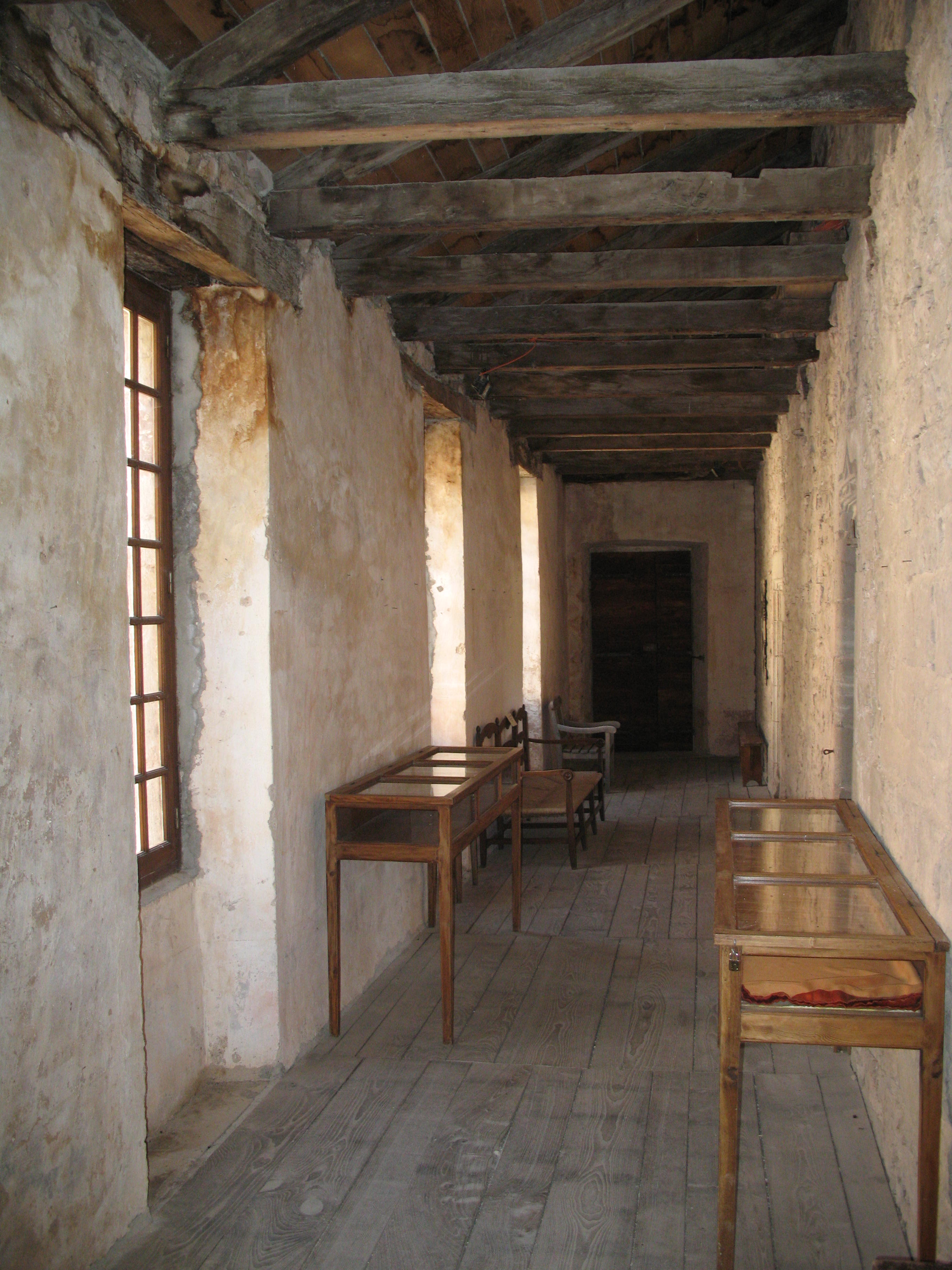
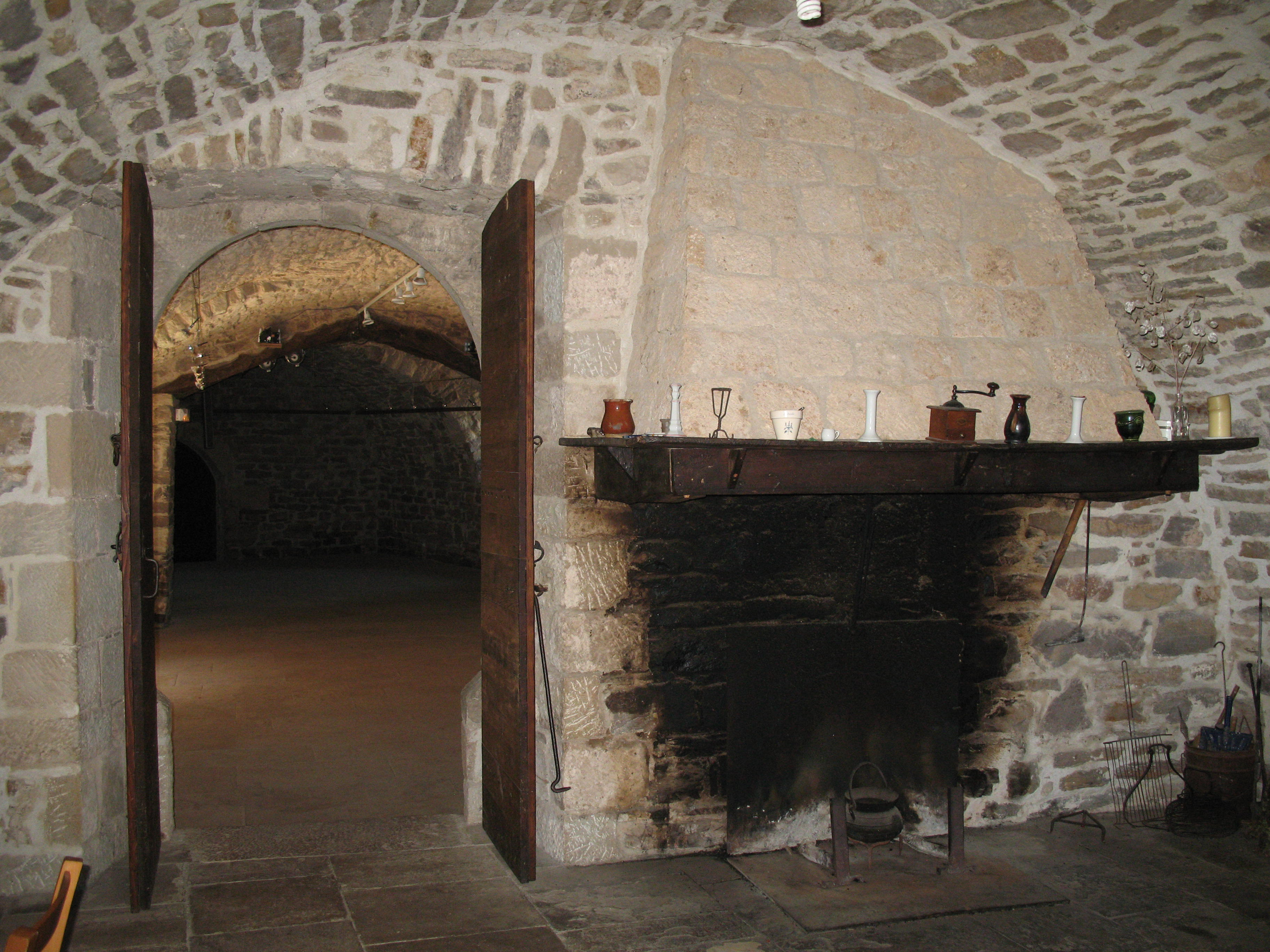

### Abbaye de Nonenque
Abbaye de Cisterciennes fondée en 1146 par Guiraud, abbé de Sylvanès, placée sous la protection d'Alphonse de Poitiers et des comtes de Rodez, ce qui n'empêcha pas son incendie par les Protestants au XVIe siècle. Reconstruite au XVIIe siècle, elle fut supprimée à la Révolution. Ses bâtiments conventuels abritent depuis 1927 une communauté de moniales chartreuses.